# Ganzeville
Ganzeville é uma comuna francesa na região administrativa da Normandia, no departamento de Sena Marítimo. Estende-se por uma área de 3,96 km². Em 2010 a comuna tinha 480 habitantes (densidade: 121,2 hab./km²).